# La Escondida, Nayarit
La Escondida är en ort i Mexiko.   Den ligger i kommunen Tepic och delstaten Nayarit, i den centrala delen av landet, 600 km väster om huvudstaden Mexico City. La Escondida ligger 838 meter över havet och antalet invånare är 422.
Terrängen runt La Escondida är kuperad, och sluttar norrut. Runt La Escondida är det ganska tätbefolkat, med 199 invånare per kvadratkilometer. Närmaste större samhälle är Tepic, 7,3 km söder om La Escondida. I omgivningarna runt La Escondida växer huvudsakligen savannskog.